# Wilhelm Baumann
Wilhelm Baumann   (Berlín, 12 d'agost de 1912 - 14 de març de 1990) fou un jugador d'handbol alemany que va competir durant la dècada de 1930.
El 1936 va prendre part en els Jocs Olímpics de Berlín, on guanyà la medalla d'or en la competició d'handbol.